# Donald James Reece
Donald James Reece (nKingston, Jamaica, 13 de abril de 1934) é o arcebispo católico romano emérito de Kingston, Jamaica.
Donald James Reece foi ordenado sacerdote em 3 de janeiro de 1971.
O Papa João Paulo II o nomeou Bispo de Saint-John's-Basseterre em 17 de julho de 1981. Foi ordenado bispo pelo Arcebispo de Kingston na Jamaica, Samuel Emmanuel Carter SJ, em 8 de outubro do mesmo ano; Co-consagradores foram Kelvin Felix, Arcebispo de Castries, e Joseph Oliver Bowers SVD, Bispo Emérito de Saint John's-Basseterre.
Em 12 de outubro de 2007, o Papa Bento XVI o nomeou arcebispo coadjutor de Kingston na Jamaica. Depois que Lawrence Aloysius Burke se aposentou, ele o sucedeu em 12 de abril de 2008 como Arcebispo de Kingston na Jamaica.
Em 15 de abril de 2011, Bento XVI acatou sua aposentadoria por idade.
Em 2012 foi condecorado com a Ordem da Jamaica, a quarta mais alta ordem na Jamaica, por serviços à educação e religião.